# Doãn Ngọc Tân
Doãn Ngọc Tân (sinh ngày 15 tháng 8 năm 1994), là một cầu thủ bóng đá chuyên nghiệp người Việt Nam hiện đang thi đấu ở vị trí tiền vệ cho đội tuyển bóng đá quốc gia Việt Nam và là đội trưởng của câu lạc bộ V.League 1 Đông Á Thanh Hóa.

## Tiểu sử
Doãn Ngọc Tân sinh ngày 15 tháng 8 năm 1994 tại thị xã Sơn Tây, Hà Nội.

## Sự nghiệp câu lạc bộ
Anh bắt đầu sự nghiệp thi đấu chuyên nghiệp cho câu lạc bộ Hải Phòng. 
Năm 2021, anh ký hợp đồng với câu lạc bộ Thanh Hoá và ngay lập tức trở thành cầu thủ quan trọng của đội. Anh đóng góp trong chức vô địch Cúp quốc gia 2023 của đội và là đội trưởng của đội trong mùa giải kế tiếp bảo vệ thành công chức vô địch thứ hai liên tiếp.

## Sự nghiệp quốc tế
Ngày 20 tháng 11 năm 2024, anh lần đầu tiên được huấn luyện viên Kim Sang-sik triệu tập lên Đội tuyển bóng đá quốc gia Việt Nam để chuẩn bị cho Giải vô địch bóng đá ASEAN 2024. Anh có bàn thắng đầu tiên trong trận hòa với Philippines.

## Thống kê sự nghiệp

### Câu lạc bộ
| Câu lạc bộ                   | Mùa giải  | Giải đấu   | Giải đấu | Giải đấu | Cúp Quốc gia | Cúp Quốc gia | Khác | Khác | Tổng cộng | Tổng cộng |
| Câu lạc bộ                   | Mùa giải  | Hạng đấu   | Trận     | Bàn      | Trận         | Bàn          | Trận | Bàn  | Trận      | Bàn       |
| ---------------------------- | --------- | ---------- | -------- | -------- | ------------ | ------------ | ---- | ---- | --------- | --------- |
| Hải Phòng                    | 2015      | V League 1 | 2        | 0        | —            | —            | —    | —    | 2         | 0         |
| Hải Phòng                    | 2017      | V League 1 | 23       | 3        | 2            | 0            | —    | —    | 25        | 3         |
| Hải Phòng                    | 2018      | V League 1 | 20       | 1        | 1            | 0            | —    | —    | 21        | 1         |
| Hải Phòng                    | 2019      | V League 1 | 21       | 2        | 3            | 0            | —    | —    | 24        | 2         |
| Hải Phòng                    | 2020      | V League 1 | 13       | 0        | 1            | 0            | —    | —    | 14        | 0         |
| Hải Phòng                    | Tổng cộng | Tổng cộng  | 79       | 6        | 7            | 0            | 0    | 0    | 86        | 6         |
| Thành phố Hồ Chí Minh (mượn) | 2016      | V League 2 | 12       | 1        | 0            | 0            | —    | —    | 12        | 1         |
| Đông Á Thanh Hóa             | 2021      | V League 1 | 11       | 0        | —            | —            | —    | —    | 11        | 0         |
| Đông Á Thanh Hóa             | 2022      | V League 1 | 19       | 0        | 3            | 0            | —    | —    | 22        | 0         |
| Đông Á Thanh Hóa             | 2023      | V League 1 | 18       | 0        | 4            | 1            | —    | —    | 22        | 1         |
| Đông Á Thanh Hóa             | 2023-24   | V League 1 | 25       | 3        | 4            | 0            | 1    | 0    | 30        | 3         |
| Đông Á Thanh Hóa             | 2024-25   | V League 1 | 8        | 0        | 0            | 0            | 3    | 0    | 11        | 0         |
| Đông Á Thanh Hóa             | Tổng cộng | Tổng cộng  | 81       | 3        | 11           | 1            | 4    | 0    | 96        | 4         |
| Tổng cộng                    | Tổng cộng | Tổng cộng  | 52       | 3        | 9            | 0            | 2    | 0    | 194       | 11        |

### Quốc tế
Tính đến 19 tháng 3 năm 2025
| 2024      | 5         | 1 |   |
| 2025      | 3         | 0 |   |
| Tổng cộng | Tổng cộng | 8 | 1 |

#### Bàn thắng quốc tế
| No. | Ngày                 | Địa điểm                                           | Đối thủ     | Bàn thắng | Kết quả | Giải đấu                        |
| --- | -------------------- | -------------------------------------------------- | ----------- | --------- | ------- | ------------------------------- |
| 1.  | 18 tháng 12 năm 2024 | Sân vận động tưởng niệm Rizal, Manila, Philippines | Philippines | 1–1       | 1–1     | Giải vô địch bóng đá ASEAN 2024 |

## Danh hiệu
Thành phố Hồ Chí Minh
- V League 2: 2016

Thanh Hóa
- Cúp Quốc gia: 2023, 2023–24
- Siêu cúp Quốc gia: 2023

Việt Nam
- Giải vô địch bóng đá ASEAN: 2024